# Pseudaphelia flavomarginata
Pseudaphelia flavomarginata är en fjärilsart som beskrevs av M.Gaede 1915. Pseudaphelia flavomarginata ingår i släktet Pseudaphelia och familjen påfågelsspinnare. Inga underarter finns listade i Catalogue of Life.